# Knock Knock (corto)
Knock Knock (titulado en español Toc Toc) es un cortometraje animado de 1940, parte de las series cinematográficas de Andy Panda, producida por Walter Lantz. El corto se nota por ser la primera aparición del Pájaro Loco, y fue lanzada por Universal Pictures el 25 de noviembre de 1940.

## Argumento
El corto aparentemente está protagonizado por Andy Panda (voz de Sara Berner) y su padre, Papa Panda (voz de Mel Blanc), pero es el Pájaro Loco (también interpretado por Blanc) quien roba el espectáculo. Loquillo molesta constantemente a Papa Panda picoteando el techo de su casa, tentándolo a intentar matar al pájaro carpintero con su escopeta. Andy, mientras tanto, intenta espolvorear sal en la cola de Loquillo con la creencia de que de alguna manera capturará al pájaro. Para sorpresa de Loquillo, los intentos de Andy prevalecen - cómicamente, el montículo de sal colocado en la cola de Loquillo es tan pesado que no puede escapar y en un final muy similar al de Daffy Duck and Egghead de 1938, llegan otros dos pájaros carpinteros para llevar a Loquillo al manicomio, pero luego sus captores demuestran estar más locos que él.